# Trirhabda flavolimbata
Trirhabda flavolimbata là một loài bọ cánh cứng trong họ Chrysomelidae. Loài này được Mannerheim miêu tả khoa học năm 1843.

## Hình ảnh

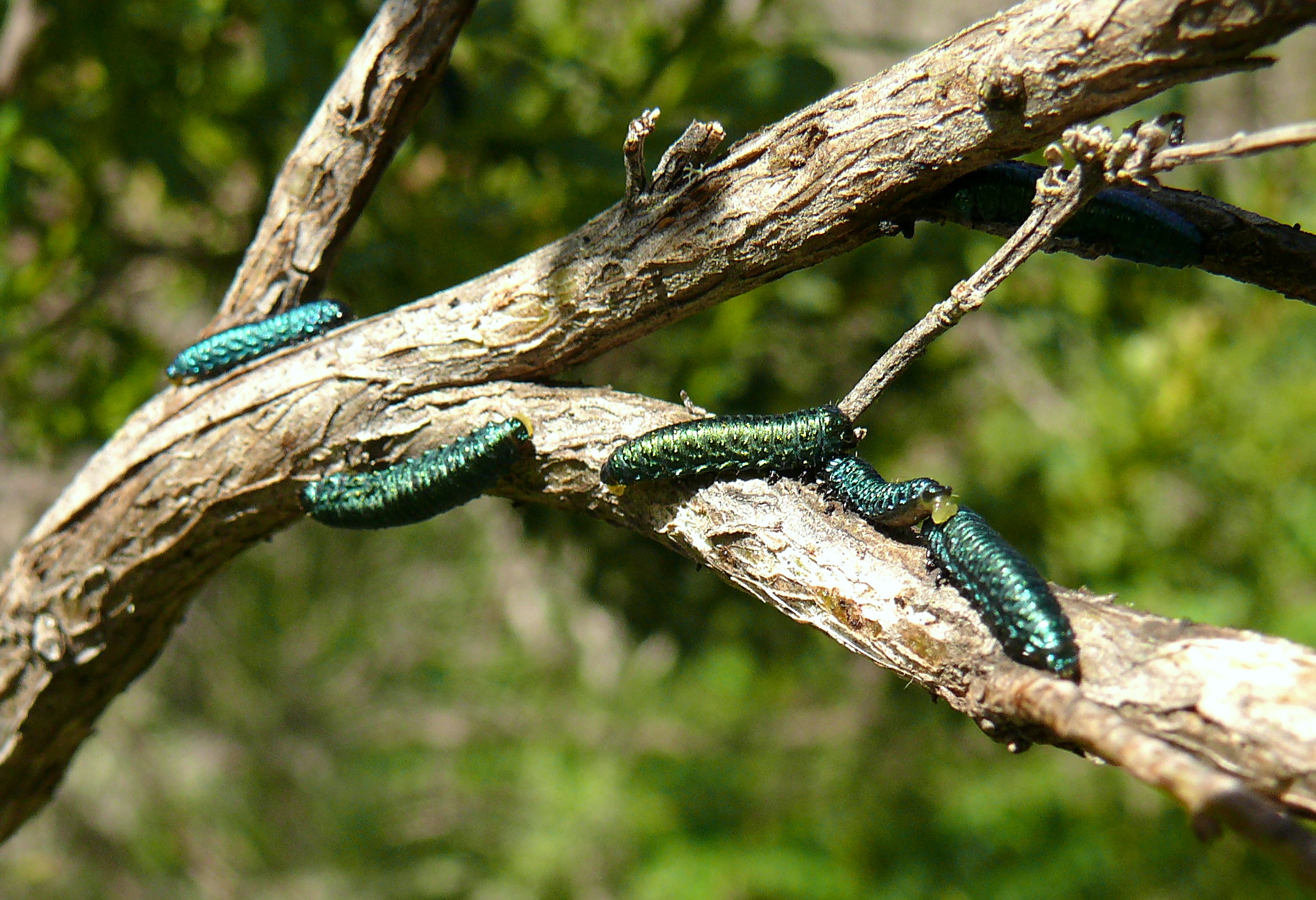